# Jiaka
Jiaka (kinesiska: 加卡, 加卡乡) är en socken i Kina. Den ligger i den autonoma regionen Tibet, i den sydvästra delen av landet, omkring 680 kilometer öster om regionhuvudstaden Lhasa.
Genomsnittlig årsnederbörd är 589 millimeter. Den regnigaste månaden är juli, med i genomsnitt 191 mm nederbörd, och den torraste är november, med 2 mm nederbörd.